# Índice de Ellrod
En meteorología, el «índice de Ellrod» es una técnica para pronosticar la turbulencia en aire claro (CAT). Se calcula a partir del producto de la deformación horizontal y la carga aerodinámica vertical derivadas de los vientos pronosticados por modelos numéricos en altura.
Los predictores de deformación se calculan utilizando la siguiente información.
- «Deformación por cizallamiento»:

{\displaystyle DSH={\frac {dv}{dx}}+{\frac {du}{dy}}}.
- «Deformación por estiramiento»:

{\displaystyle DST={\frac {du}{dx}}-{\frac {dv}{dy}}}.
Donde «u» y «v» son los componentes horizontales del viento.
- «Deformación total» es igual a:

{\displaystyle DEF={\sqrt {DSH^{2}+DST^{2}}}}.
- «Convergencia»:

{\displaystyle CVG=-({\frac {du}{dx}}+{\frac {dv}{dy}})}
- «Cisallamiento vertical del viento»:

{\displaystyle VWS={\frac {\Delta V}{\Delta Z}}}
Y el índice resultante viene dado por:
{\displaystyle EI=VWS\times (DEF+CVG)}
Para corresponder a los informes de pilotos sobre turbulencias en aire claro, se puede utilizar la siguiente tabla:
| Informado       | Umbral del valor EI |
| --------------- | ------------------- |
| Ligero-Moderado | 4                   |
| Moderada        | 8                   |
| Moderada-Grave  | 12                  |